# Kanton Tournus
Tournus is een kanton van het departement Saône-et-Loire in Frankrijk. Het kanton maakt deel uit van de arrondissementen Mâcon  (14) en Arrondissement Chalon-sur-Saône (17).

## Gemeenten
Het kanton Tournus omvatte tot 2014 de volgende 14 gemeenten:
- La Chapelle-sous-Brancion
- Farges-lès-Mâcon
- Lacrost
- Martailly-lès-Brancion
- Ozenay
- Plottes
- Préty
- Ratenelle
- Romenay
- Royer
- Tournus (hoofdplaats)
- La Truchère
- Uchizy
- Le Villars

Na de herindeling van de kantons bij decreet van 18 februari 2014, met uitwerking op 22 maart 2015 omvat het kanton volgende 31 gemeenten:
- Beaumont-sur-Grosne
- Boyer
- Bresse-sur-Grosne
- Champagny-sous-Uxelles
- La Chapelle-de-Bragny
- La Chapelle-sous-Brancion
- Chardonnay
- Étrigny
- Farges-lès-Mâcon
- Gigny-sur-Saône
- Grevilly
- Jugy
- Lacrost
- Laives
- Lalheue
- Mancey
- Martailly-lès-Brancion
- Montceaux-Ragny
- Nanton
- Ozenay
- Plottes
- Préty
- Royer
- Saint-Ambreuil
- Saint-Cyr
- Sennecey-le-Grand
- Tournus
- La Truchère
- Uchizy
- Vers
- Le Villars